# Rozchodnikowiec naskalny
Rozchodnikowiec naskalny, rozchodnik naskalny (Hylotelephium cauticola) – gatunek rośliny należących do rodziny gruboszowatych (Crassulaceae). Pochodzi z Japonii (wyspa Hokkaido). W tłumaczeniu na polski jej nazwa łacińska brzmi wędrowiec po skałach i pochodzi od tego, że w swoim naturalnym środowisku rośnie on na skałach. 

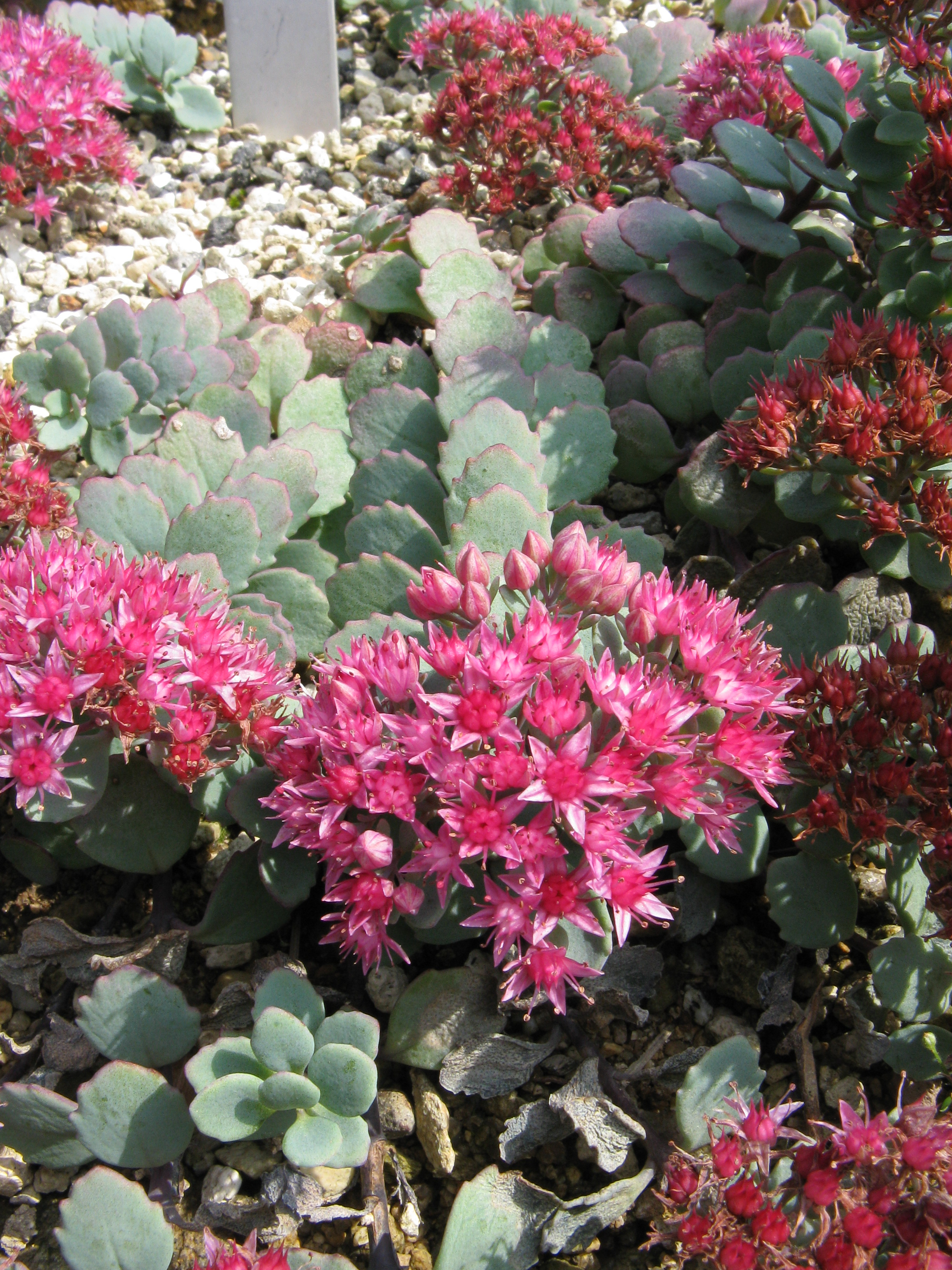
Okaz kwitnący

## Morfologia i biologia
PokrójNiska bylina o wspinających się pędach i wysokości do 8 cm.  Na zimę obumiera, ale wiosną wypuszcza nowe pędy.
KwiatyRóżowoczerwone, gwiazdkowate, o średnicy ok. 12 mm.

## Zastosowanie
Jest uprawiany jako roślina ozdobna. Szczególnie nadaje się do ogrodów skalnych, do obsadzania murków i szczelin skalnych. Nadaje się do stref mrozoodporności 4-10, w Polsce jest więc całkowicie mrozoodporny.